# Åhlmans Olof Olssons minnesskog
Åhlmans Olof Olssons minnesskog är ett naturreservat i Leksands kommun i Dalarnas län.
Området är naturskyddat sedan 1993 och är 1 hektar stort. Reservatet ligger på Ålheden och består av tallskog.